# Конвенција о међународном промету угрожених врста дивље флоре и фауне
Конвенција о међународном промету угрожених врста дивље флоре и фауне (енгл. Convention on International Trade in Endangered Species of Wild Fauna and Flora – CITES) како се у службеним докумантима назива или, краће Вашингтонски споразум о заштити врста је међународни споразум између влада земаља чланица, сачињен на иницијативу IUCN 1973. године, у Вашингтону. Циљ конвенције је да спречи губитак биодиверзитета, проузрокован прекомерном експлоатацијом живог света од стране човека.
CITES је у истој мери споразум као и организација чији циљ је контролисање међународне трговине биљним и животињским врстама до мере која не може довести до угрожавања њиховог преживљавања. CITES своје циљеве остварује кроз сарадњу са царинама, полицијом и судским органима, кроз комуникацију са међудржавним органима, путем изграђене мултилатералне мреже, као и кроз билатералну сарадњу са свим заинтересованим странама. Као организација, CITES се не меша у суверенитет држава, оне су одговорне за имплементацију одредаба конвенције (члан VIII), али у тежим случајевима злоупотребе може да пружи техничку подршку у решавању проблема (нпр. у случају грубог кршења међународног права, недозвољено рибарење у интернационалним водама, или неконтролисани криволов крајње угрожених врста, као што су тигрови, панде или китови). Секретаријат конвенције је активно укључен у давање препорука, у зависности од случаја, и контролише спровођење обавезе чланица у спречавању илегалне трговине угроженим врстама.

## Историјат
Потицај доношењу овог споразума био је растући тренд међународне трговине појединим животињама и њиховим дериватима (нпр. кожа гмизаваца, слоновача, алтернативни "медицински" препарати и намирнице справљене од делова животиња – нпр. кавијар) те да је трговина и кријумчарење једна од главних узрока изумирања неких врста.
Овом споразуму претходио је Лондонски споразум о заштити врста из 1933. године који је потписало 9 држава, а односио се углавном на крупну дивљач Африке (укупно 42 врсте). Већ 1964. је кренуо у оптицај први предлог једног обимнијег документа. Корак по корак, државе су почеле прихваћати идеју о потреби шире заштите живог свијета тако да су САД 3. марта 1973. сазвале оснивачку конференцију CITES којој је присуствовало 80 држава. Споразум је ступио на снагу у земљама које су га прве ратификовале 1. јула 1975. године. Текст конвенције добио је име по месту првог потписивања у Вашингтону (Washington D.C.), а од тада је прерађен 22. јуна 1979. у Бону, а затим поново 30. априла 1983. у Боцвани – додани су амандмани, због растућег броја врста угрожених илегалном трговином. Први нацрт споразума штитио је око 1000 врста, док тренутно приближно 5.800 врста животиња и 30.000 врста биљака ужива заштиту CITES против злоупотребе, прекомерног лова и неодрживог економског искоришћавања путем међунаронде трговине.

## Прилози конвенције
Врсте одређене CITES регулативом су подељене у три групе при одговарајућим додацима (енгл. Appendices).

#### Прилог 1(Appendix I)
Регулише врсте које се налазе у опасности од изумирања, путем директног утицаја међународне (комерцијалне) трговине њихових примерака узетих из дивљине. Потпуна забрана такве трговине односи се на 625 животињских и 301 биљних врста (најпознатији примери су снежни леопард, орикс антилопа, викуња, видра, сирена дугонг, средоземна фока, плави кит, црвена панда, орангутан, планинска зебра, дивљи коњ Пржеваљског, даурски ждрал (Grus vipio), краљевски детлић (Campephilus imperialis), плави фазан (Lophura imperialis), велика индијска дропља (Ardeotis nigriceps), хијацинтна ара, кубански амазонац, калифорнијски кондор). Занимљиво је да се на списку налази и тилацин, давно изумрла врста.

#### Прилог 2(Appendix II)
Листира врсте директно не угрожене изумирањем, али чија трговина треба да буде регулисана да до тога не дође (односи се на 97% свих у прилозима наведених таксона). Пример таквих организама су сури орао, дропља, мрки медвед, вук, сајга, каракал, кајман, зелени паун (Pavo muticus), фазани паунаши (Polyplectron ssp.), камелеони, лептир аполон, гороцвет, кактуси, и све орхидеје.

#### Прилог 3(Appendix III)
Врсте за чију заштиту одређена чланица тражи помоћ од осталих држава, пошто може да их сачува само интернационална сарадња на спречавању њихове трговине. На овој листи се налази 147 животињске и 119 биљне врсте, на пример морж (Канада), арни (Индија), јеленска антилопа (Непал), берберски јелен (Тунис, Алжир), ардвук (Боцвана), алигаторска корњача (САД), смеђа патка пишталица (Хондурас), индијска подврста шакала итд.

## CITES у Југославији и Србији
Савезна Република Југославија је 2001. године ратификовала CITES Конвенцију („Службени лист СРЈ – Међународни уговори“ бр. 11/2001), а 2002. године Конвенција је ступила на снагу. Сходно овом законском акту потврђивања Конвенције и на основу Закона о заштити природе (2010), у Србији је усвојен Правилник о прекограничном промету и трговини заштићеним врстама („Службени гласник РС“ бр. 99/2009) којим се ближе прописују услови под којим се обавља увоз, извоз, трговина, узгој, и друге радње везано за прекогранични промет и трговину врста, поступак за издавање дозвола и других аката, и други послови који уређују ову област. Иако је учлањење у CITES добровољно, његове смернице су законски обавезујуће (регулисане међунардним правом), док је пренос у национални законик одраз добре воље и жеље државе потписнице да олакша процедуру спровођења конвенције на својој територији. У Србији се примени ове конвенције приступа веома озбиљно, а спроводе је органи Унутрашњих послова (МУП-а и Управе Царина), заједно са ветеринарским службама и прихватилиштима за животиње (у Зоо врту на Палићу, и при Центру за опоравак птица Фондације за заштиту птица грабљивица у Београду). Редовно се шаљу извештаји центру CITES-а, и издају саопштења за јавност у вези деловања служби по питању илегалне трговине.